# Peter Cudek

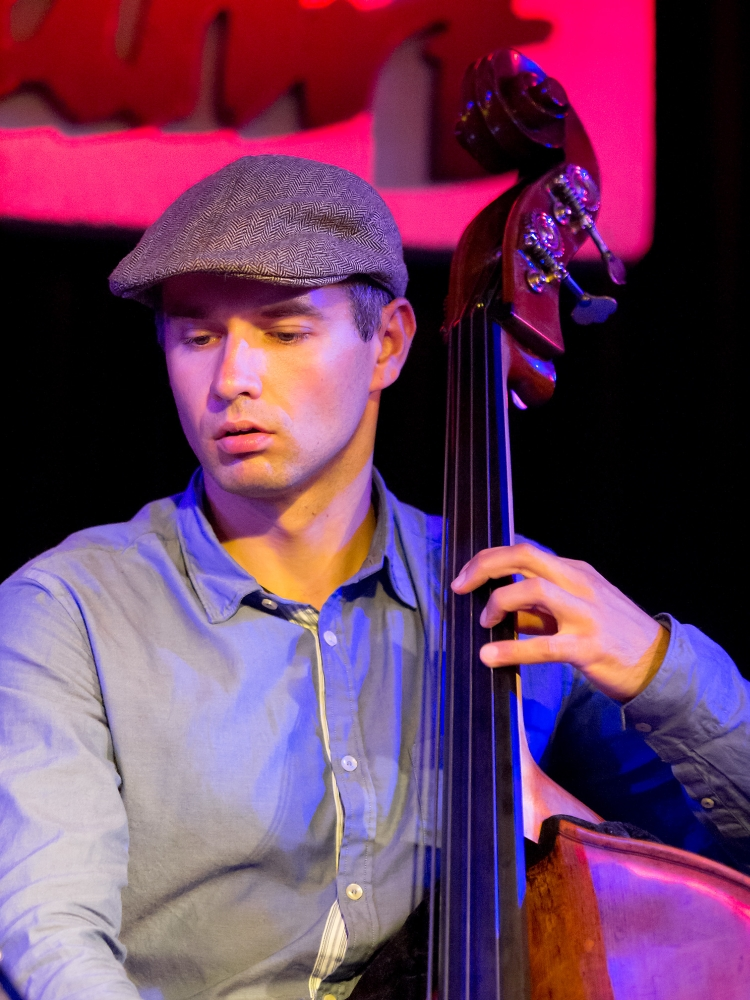
Peter Cudek (2012)

Peter Cudek (* 1979 in Žilina) ist ein slowakischer Jazzmusiker (Kontrabass).

## Leben und Wirken
Cudek erhielt als Jugendlicher zunächst eine Ausbildung auf dem E-Bass. Beeinflusst durch Juraj Kalasz wechselte er zum Kontrabass und absolvierte ein klassisches Studium auf dem Konservatorium seiner Geburtsstadt. Dann zog er nach Deutschland und absolvierte ab 2004 ein Aufbaustudium am Richard-Strauss-Konservatorium München bei Paulo Cardoso in München. 2012 folgte privater Unterricht bei Ron Carter in New York. Aufnahmen und Konzerttourneen mit Christian Elsässer, Claudio Roditi/Klaus Ignatzek, Harry Sokal, Fritz Pauer, Oliver Kent, Jeff Gardner, Ack van Rooyen, Karl Ratzer, Stephanie Lottermoser/Torsten Goods und Lisa Wahlandt haben ihn international bekannt gemacht. Seit 2015 gehörte Cudek neben Walter Lang und Gerwin Eisenhauer zum Trio Elf, mit dem die Alben MusicBoxMusic (2016) und The Brazillian Album (2018) entstanden sind. Zudem gründete er sein eigenes Trio und arbeitete mit dem World Percussion Ensemble, Tim Collins, dem Tuija Komi Quartett, mit Danino und David Weiss, mit Andrea Hermenau und mit Svetlana Marinchenko sowie mit Stephan Weiser und Christoph Holzhauser (Petrichor).